# Báhoň
Báhoň es un municipio del distrito de Pezinok en la región de Bratislava, Eslovaquia, con una población estimada a final del año 2024 de 1812 habitantes.
Se encuentra ubicado al este de la región, en el valle del río Morava y cerca de la frontera con la región de Trnava y con Austria.

## Demografía
| Año        | 1994 | 2004    | 2014    | 2024    |
| ---------- | ---- | ------- | ------- | ------- |
| Población  | 1479 | 1615    | 1748    | 1812    |
| Diferencia |      | +9,19 % | +8,23 % | +3,66 % |

| Año        | 2023 | 2024    |
| ---------- | ---- | ------- |
| Población  | 1833 | 1812    |
| Diferencia |      | −1,14 % |